# Metynnis lippincottianus
A Metynnis lippincottianus a sugarasúszójú halak (Actinopterygii) osztályának pontylazacalakúak (Characiformes) rendjébe, ezen belül a pontylazacfélék (Characidae) családjába tartozó faj.

## Előfordulása
A Metynnis lippincottianus előfordulási területe a dél-amerikai Amazonas medencében és a Guyanai-hegyvidék északkeleti folyóiban van.

## Megjelenése
Mérete elérheti a 13 centiméter hosszúságot.

## Életmódja
Trópusi és édesvízi hal, amely a nyíltabb vizeket kedveli. A víz hőmérséklete 23-27 °C és a pH értéke 5,5-7,5 között kell, hogy legyen.

## Felhasználása
A városi akváriumok egyik kedvelt édesvízi hala.